# بلمانت هاوس (مونته‌ویدئو)
خانهٔ بلمُنت (Belmont House) یک هتل-بوتیک است که در خیابان Avenida Rivera در کاراسکوی مونته ویدئوی اروگوئه واقع شده‌است. این هتل در میان چندین باغ ساخته شده است و دارای ۲۴ اتاق و سوئیت است و همراه با رستوران Allegro به میهمانان خدمت‌رسانی می‌کند. خانهٔ بلمنت با مبلمان مجلل و اتاقهایی با تختهای پرده‌دار که با ملافه‌های گران و مجلل آراسته شده‌اند و حمام مرمر و جکوزی، حس و حال خانه‌های اشرافی مونته‌ویدئو را زنده نگاه می‌دارد.